# Sohana
Sohana is een eiland in Papoea-Nieuw-Guinea. 
Het enige zoogdier dat er voorkomt is de vleermuis Emballonura nigrescens.